# Национална галерия на Норвегия
Националната галерия на Норвегия (Nasjonalgalleriet) се намира в Осло. Тя притежава и най-голяматя колекция на изкуството на Норвегия. В нея са включени творби на прочутия норвежки художник Едвард Мунк („Писък“). Там са изложени и картини на Пабло Пикасо, Винсент ван Гог, Клод Моне и други. Галерията отваря врати през 2003 година.

## Галерия
- Римски бюст, Император Нерон
- Франс Снидерс
- Едуар Мане
- Пол Сезан